# Le Valtin
Le Valtin là một xã ở tỉnh Vosges, vùng Grand Est, Pháp. Xã này có diện tích 19,64 kilômét vuông dân số năm 1999 là 98 người. Xã này nằm ở khu vực có độ cao trung bình 751 m trên mực nước biển.
Người dân địa phương danh xưng tiếng Pháp là Valtinois.

## Hành chính
| Danh sách các xã trưởng                |           |                  |      |            |
| Giai đoạn                              | Giai đoạn | Tên              | Đảng | Tư cách    |
| 1977                                   | 2014      | Jacques Laruelle |      | Aubergiste |
| Tất cả các dữ liệu trước đây không rõ. |           |                  |      |            |

## Biến động dân số
| Năm | 1962 | 1968 | 1975 | 1982 | 1990 | 1999 |
| --- | ---- | ---- | ---- | ---- | ---- | ---- |
| Dân số | 112  | 115  | 90   | 87   | 101  | 98   |
| From the year 1962 on: No double counting—residents of multiple communes (e.g. students and military personnel) are counted only once. |      |      |      |      |      |      |